# Alpes de Gailtal
 Los Alpes de Gailtal (en alemán: Gailtaler Alpen o Drauzug), es una cadena montañosa de los Alpes de piedra caliza del sur en Austria. Se eleva entre el río Drava (Drau) y el valle del río Gail (en el suroeste de Carintia ) ya través de la parte sur del Tirol Oriental. Su grupo occidental llamado "Lienz Dolomites" (Lienzer Dolomiten), a veces se cuenta como parte de esta cadena y a veces se ve como separado. 

## Clasificación
De acuerdo con la clasificación del Alpine Club de los Alpes del Este (AVE), los Alpes de Gailtal (No. 56) se subdividen en los subgrupos de Drauzug y Dolomitas de Lienz, mientras que en el lenguaje común el término general Drauzug se aplica a toda la cordillera de Alpes Calizos entre los ríos Drava y Gail, incluidos los Alpes de Gailtal y los Dolomitas de Lienz. En la geografía tradicional, según Eduard Suess y Leopold Kober, Drauzug o Drau- Save -Zug sirven para llamar a todas las cadenas de los Alpes de piedra caliza del sur que se extienden a lo largo del río Drava, desde los Dolomitas de Lienz en el oeste hasta los Karawanks en el este.
A pesar de su nombre, los Dolomitas de Lienz no están formados por dolomita, aunque la topografía de karst escarpada se asemeja a las formaciones rocosas de los Dolomitas del sur de los Alpes. El grupo del norte de Latschur con el monte Goldeck, cerca de Spittal an der Drau, no está formado por rocas de piedra caliza, sino que es un macizo de zócalo cristalino. 

## Geografía

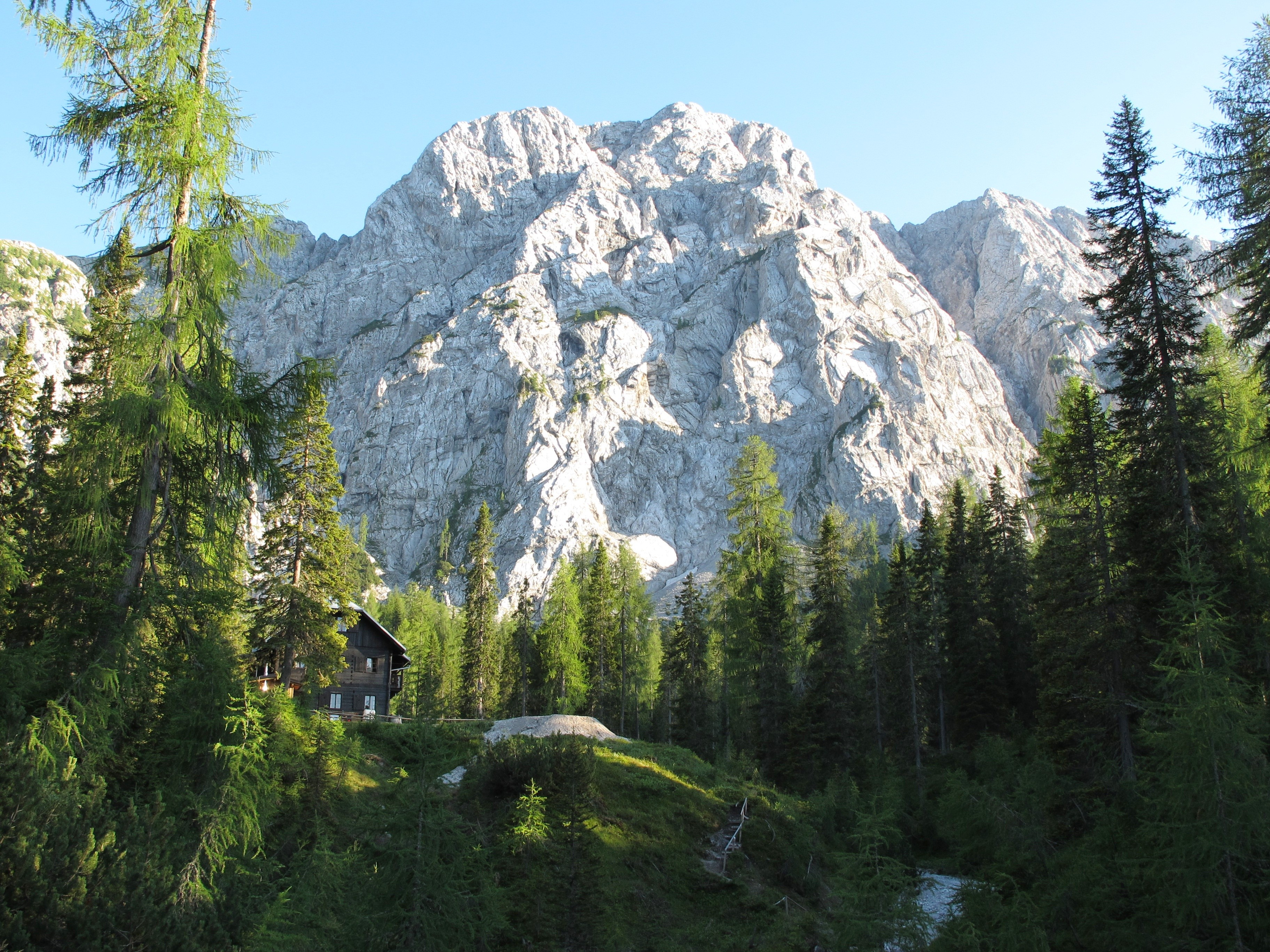
Mt Reißkofel

Los 100 km de su recorrido, que se estrecha en el oeste, se extiende entre el Gail en el sur y el Drava en el norte. En un canal entre los Alpes de Gailtal y el monte Goldeck se encuentra el lago Weißensee a 930 m. 

### Cadenas vecinas
Basándose en la clasificación AVE, las cadenass adyacentes son: 
- Hacia el norte: el Grupo Ankogel, el GrupoKreuzeck y el Grupo Schober de Hohe Tauern, parte de los Alpes centrales del este.
- Al noroeste: Montañas Villgraten, parte de Hohe Tauern
- Hacia el sur: Alpes de Carnic y Karawanks, parte de los Alpes de piedra caliza del sur
- Al este: los Alpes de Gurtal, parte de los Alpes del este central

### Subdivisiones
Los Alpes de Gailtal se pueden dividir en cinco macizos en dirección este-oeste, separados por el valle longitudinal de Weissensee:

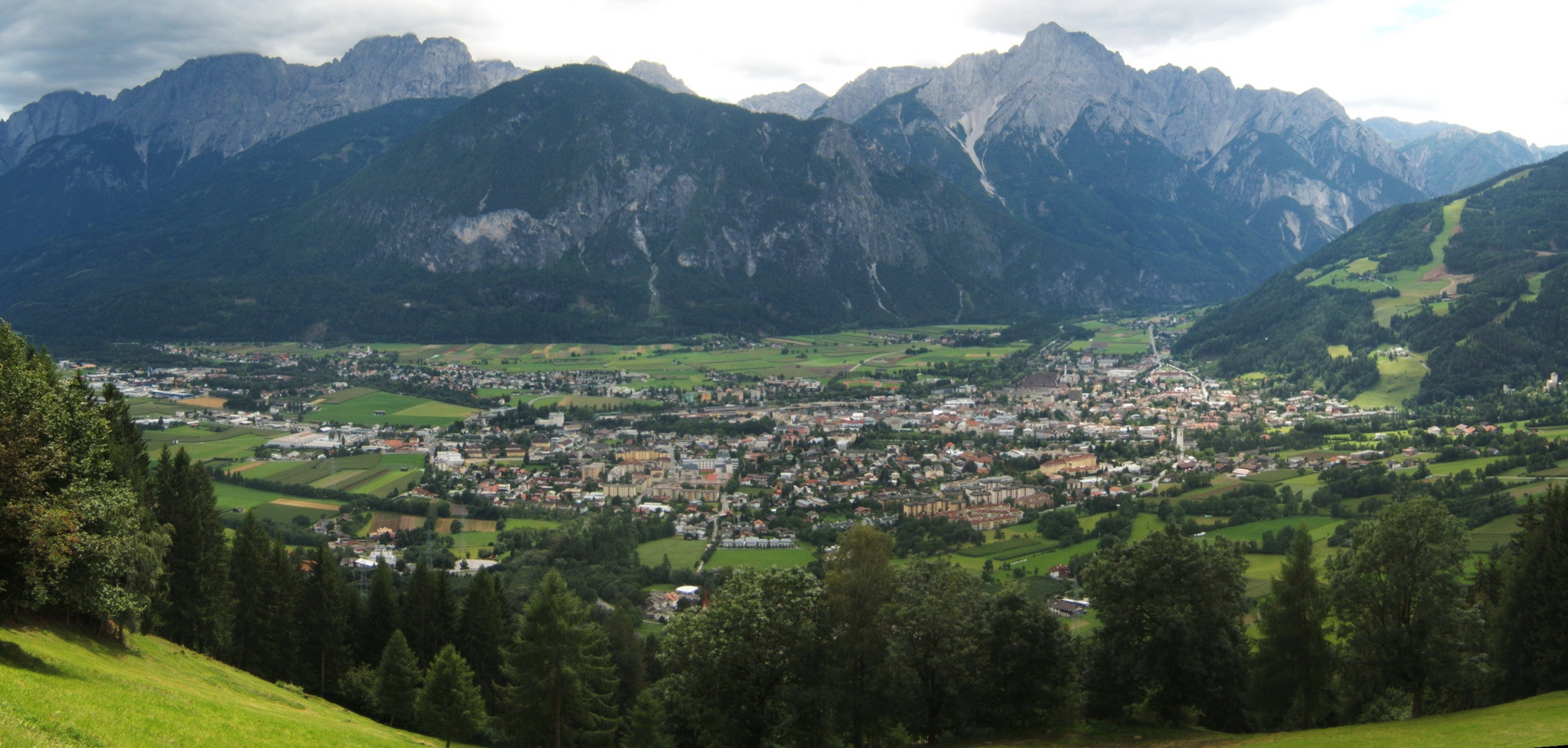
Los Dolomitas de Lienz y Lienz

- Los Dolomitas de Lienz, que se extienden unos 40 km desde el puerto de montaña Kartitsch Saddle (al este de Sillian) hasta Gailberg Saddle cerca de Oberdrauburg (cumbres más altas: Große Sandspitze, 2770 m, Spitzkofel, 2718 m, ambos al sur de Lienz, Gamswiesenspitze, 2.486 m, y Lumkofel 2.287 m)
- Drauzug o Alpes de Gailtal propiamente dichos, que se extienden alrededor de 60 km desde el Gailberg Saddle hasta la confluencia del Drava y el Gail cerca de Villach : 
  - Grupo Reißkofel, entre Gailberg y el collado de Kreuzberg al sur de Greifenburg (Reißkofel, 2.371 m, el macizo de Jauken, 2.275 m, con el pico más alto el Torkofel, el Spitzkofel, 2223 m y el Sattelnock, 2.033m)
  - Grupo Latschur, entre Weissensee y la curva Drava cerca de Sachsenburg (Latschur, 2.236 m)
  - El Grupo Spitzegel, al sureste de Weißensee entre Kreuzberg Saddle y Bleiberg Graben (Spitzegel, 2.119 m)
  - Dobratsch o Villach Alp, 2.166 m, las estribaciones más al este de los Alpes de Gailtal con la reserva natural Schütt.

## Literatura
- Hubert Peterka, Willi Fin: Alpenvereinsführer Lienzer Dolomiten, Bergverlag Rother. Munich, 1984, ISBN 3-7633-1243-9